# Han Chengdi

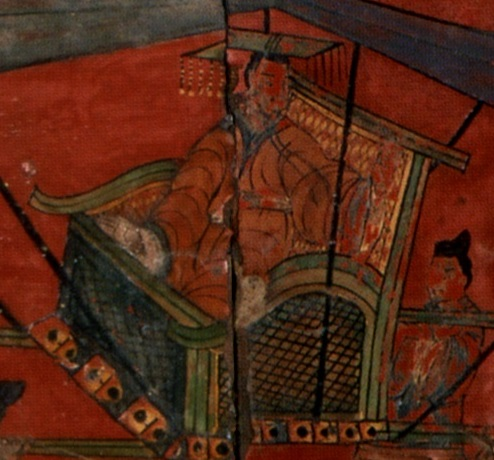
Kaiser Cheng, Darstellung aus der Nördlichen Wei-Dynastie

Kaiser Cheng oder Han Chengdi (chinesisch 漢成帝, Pinyin Hàn Chéngdì; * 51 v. Chr. als Liu Ao (chinesisch 劉驁, Pinyin Liú Ào); † 17. April 7 v. Chr.) war der neunte Kaiser der chinesischen Han-Dynastie. Obwohl seine Regierungszeit eine Periode des Friedens war und die staatlichen Institutionen weitgehend funktionierten, ist er in der chinesischen Geschichtsschreibung vor allem für Morallosigkeit, Ausschweifungen und Desinteresse an der Regierungsführung bekannt.

## Leben
Kaiser Cheng war der älteste Sohn von Liu Shi, dem späteren Kaiser Yuan und dessen Ehefrau Wang Zhengjun, der Tochter eines einfachen Beamten. Wang war aufgrund ihrer Anmut in den Palast gekommen, als Liu Shis Lieblingsfrau Hofdame Sima (司馬良娣) gerade gestorben war, dem Kaiser aber keinen Sohn geboren hatte. Kaiser Xuan drängte seinen Sohn Liu Shi dazu, sich um Nachkommenschaft zu kümmern, Liu Shi hatte jedoch aus Trauer um Hofdame Sima wenig Interesse an Frauen Er soll mit Wang Zhengjun nur einmal verkehrt haben, Liu Ao wurde 52 v. Chr. aus dieser Beziehung geboren. Im Namen Ao (驁, exzellent, großartig) drückt sich die Hoffnung aus, die Kaiser Xuan in seinen Enkel setzte. Liu Ao bereitete seinem Großvater und seinem Vater als Kind viel Freude, da er sich durch große Gehorsamkeit auszeichnete und sich streng an die Riten am Hof hielt. Als Liu Ao drei Jahre alt war, starb Kaiser Xuan, Liu Aos Vater Liu Shi bestieg den Thron als Kaiser Yuan und Liu Ao wurde gleichzeitig zum Thronfolger ernannt. Kaiser Yuan war ein unentschlossener und willensschwacher Mench, der wenig Talent für Regierungsführung hatte, an der Erziehung seines Sohnes scheiterte. Er vertraute die Erziehung und Ausbildung seines Sohnes seinem Verwandten Shi Dan an. Als Jugendlicher begann Liu Ao jedoch, ein leichtes Leben zu führen sowie Alkohol und Ausschweifungen noch stärker zuzusprechen als sein Vater. Er war bekannt dafür, sich verkleidet in den Straßen der Hauptstadt Chang’an herumzutreiben und Freude an Hahnenkämpfen zu haben. Der Kaiser, der sich inzwischen von Wang Zhengjun entfremdet hatte und für Fu Zhaoyi eine stärkere Zuneigung empfang, überlegte daher, Liu Ao der Kronprinzenwürde zu entheben und seinen zweiten Sohn Liu Kang, der mittlerweile zum Prinzen von Dingtao ernannt worden war und als tugendhaft und aufrichtig galt, zum Kronprinzen zu ernennen. Liu Ao verdankte es dem Reformisten Kuang Heng, der strategischen Weitsicht seines Erziehers Shi Dan und der Unentschlossenheit seines Vaters, dass es dazu nicht kam. Shi Dan setzte sich noch am Sterbebett von Kaiser Yuan, angeblich unter Tränen, für Liu Ao ein. Nach dem Tod Yuans bestieg Liu Ao im Alter von 20 Jahren den Thron als Kaiser Cheng.
Aufgrund des Umstandes, dass Kaiser Cheng hohe Positionen vor allem mit Verwandten seiner Mutter Wang Zhengjun besetzte, wird seine Regierungszeit mit dem Aufstieg der Wangs in Verbindung gebracht, der eine Generation später zur Usurpation des Thrones durch Wang Zhengjuns Neffen Wang Mang gipfelte. Cheng ernannte seinen Onkel Wang Feng zum Oberbefehlshaber der Armee und übergab ihm faktisch die Kontrolle über die kaiserliche Verwaltung. Des Weiteren beförderte er fünf Halbbrüder seiner Mutter zu Grafen (五侯), nämlich Wang Tan, Wang Shang, Wang Li, Wang Gen und Wang Fengshi. Der Wang-Clan konnte dadurch seine Macht am Kaiserhof ausbauen. Speziell Wang Zhengjun hatte eine solide Position und konnte Versuche rivalisierender Clans zur Beschneidung ihres Einflusses abwehren. Sie nutzte ihr Recht, eigene Dekrete herauszugeben, aktiv. Um Korruption und Amtsmissbrauch zu bekämpfen, ließ Cheng gewisse extravagante Praktiken verbieten, mit denen hohe Würdenträger sich bei der Zurschaustellung ihres Reichtums gegenseitig überboten. Die Kopfsteuer hingegen senkte er von 120 auf 40 Münzen. Um einer hohen Machtkonzentration entgegenzuwirken, führte Kaiser Cheng die noch lange nach ihm praktizierte Dreiteilung der Ämter (三公) in einen Kanzler, einen Großmarschall und einen Großsekretär ein. Der Posten des Großmarschalles war fast immer von einem engen Verwandten von Wang Zhengjun besetzt, während der Kanzler und die kaiserlichen Berater kaum Einfluss auf die Entscheidungen Chengs hatten. Kritik an seiner Regierungsführung nahm Kaiser Cheng meist wohlwollend auf; etwa im Falle von Gu Yong, Wang Yin, Zhai Fangjin. Gegenüber anderen Kritikern wie Liu Xing, Du Ye oder Zhu Yun zeigte er sich verärgert. Aufgrund seiner Willensschwäche war er nur sehr eingeschränkt in der Lage, die Vorschläge seiner Kritiker in Politik umzusetzen.
Unter Cheng wurden auch Fortschritte im wissenschaftlichen Bereich gemacht. In seiner Regierungszeit wurde das Fan Shengzhi shu fertiggestellt, das das damalige landwirtschaftliche Wissen und die Techniken zusammenfasste. Cheng gab beim Gelehrten Liu Xiang eine Auflistung von 13269 damals bekannten Büchern in sieben Kategorien in Auftrag. Sie wurde von Liu Xiangs Sohn Liu Xin unter dem Namen Qilüe fertiggestellt. In der Außenpolitik war die Regierungszeit eine Phase des Friedens. Es gab kaum militärische Aktivitäten, selbst von Seiten der Xiongnu gab es Besuche, aber keine Angriffe. Die Geschichtsschreibung notiert einen freundschaftlichen Besuch des Königs von Kuqa, wohingegen der Kaiserhof die Aufnahme von Beziehungen mit Kaschmir verweigerte, weil man sie nicht im eigenen Interesse sah.
Trotzdem ist Kaiser Cheng in die chinesische Geschichtsschreibung als Kaiser der Ausschweifungen eingegangen, wenngleich er Maßnahmen gesetzt hatte, um Verschwendung bei seinen Untertanen zu unterbinden. So wird sein Name mit drei Frauen verbunden: Ban Jieyu, Zhao Feiyan und Zhao Hede. Chengs erste Frau Kaiserin Xu war eine Verwandte von Kaiser Xuans Frau Xu Pingjun. Sie galt als schön und kultiviert und gebar Cheng einen Sohn und eine Tochter, die beide in sehr jungem Alter starben. Aufgrund der Kinderlosigkeit und der Abneigung von Kaiserinmutter Wang begann Cheng, sich für Ban Jieyu zu interessieren. Ban Jieyu, eine Verwandte des Historikers Ban Gu, gilt als einzige Dichterin der Han-Dynastie. Trotz ihrer hohen Bildung und Sittsamkeit verstieß Cheng sie zu Gunsten der Tänzerin Zhao Feiyan. Er hatte sie aufgrund ihres graziosen Tanzes und ihrer Anmut aus dem Palast der Prinzessin Yang'a an den Kaiserhof geholt, und als man ihm erzählte, dass Zhao Feiyans Schwester Zhao Hede ebenso anmutig sei, ließ er sie ebenfalls kommen. Die beiden Zhao-Schwestern, die am Kaiserhof keinerlei Unterstützer hatten, nutzten ihren Einfluss auf Cheng, um andere Konkubinen auszuschalten. Eine Verwandte der Kaiserin Xu wurde der Hexerei beschuldigt, so dass Xu abgesetzt wurde. Zhao Feiyan wurde neue Kaiserin. Zhao Feiyan und Zhao Hede dominierten den kaiserlichen Harem für etwa zehn Jahre, gaben dem Kaiser aber keinerlei Nachkommen. Um ihre Position zu sichern, gingen sie mit Grausamkeit gegen Konkubinen vor, die schwanger waren. In den Jahren 12 und 11 v. Chr. wurden zwei Söhne des Kaisers von Konkubinen niederen Ranges auf Betreiben von Zhao Hede getötet. Zhao Feiyan soll auch erfolglos versucht haben, von anderen Männern schwanger zu werden.
Das Ausbleiben eines Sohnes hatte im Palast Sorge hervorgerufen und sogar zur Reform von religiösen Praktiken geführt. Im Jahre 8 v. Chr. ernannte Kaiser Cheng auf Druck der Fu-Familie und gegen die Interessen des Wang-Clans Liu Xin, seinen Neffen und Prinzen von Dingtao, zu seinem Kronprinzen. Cheng starb im Alter von 46 Jahren, nach 26 Jahren Regierungszeit, auf dem Bett von Zhao Hede. Er ist im Yanling (漢延陵) begraben, wo bereits 31 v. Chr. mit dem Bau einer Grabstätte begonnen worden war.

## Geschichtsschreibung und Zuschreibungen
Das Han Shu ist die wichtigste Überlieferung für die Zeit der Han-Dynastie. Die Kapitel, die die Regierungszeit von Kaiser Cheng behandeln, wurden von wahrscheinlich von Ban Biao verfasst. Ban Biao war Neffe der verstoßenen Ban Jieyu und erhielt durch seine Tante wahrscheinlich viele Informationen aus dem Palast. Es ist jedoch möglich, dass die Geschichtsschreibung aufgrund dessen zu Ungunsten von Kaiser Cheng verzerrt ist.
In Dokumenten, die außerhalb der offiziellen Geschichtsschreibung stehen, finden sich erotische bis pornographische Erzählungen vor allem über das Sexualleben von Kaiser Chengs zweiter Kaiserin Zhao Feiyan. Im Werk „Verschiedene Aufzeichnungen aus der Westlichen Hauptstadt“ (西京雜記) heißt es, Zhao Feiyan habe eine Affäre mit dem Zither-Spieler Qing Anshi gehabt und der Kaiser selbst habe ihm Zugang zu den inneren Gemächern des Palasts gegeben. In der Song-Dynastie erschien ein pornographisches Werk namens „Inoffizielle Biographie der fliegenden Schwalbe“ (飛燕外傳), in dem unter anderem der Kaiser an einer Überdosis Aphrodisiakum stirbt, das ihm die sexsüchtigen Zhao-Schwestern verabreicht haben sollen. Im während der Ming-Dynastie um etwa 1621 erschienenen Werk namens „Die sensationelle Geschichte der fliegenden Schwalbe“ (昭陽趣史) soll Zhao Feiyan junge Männer wie Yan Chifeng oder Qing Anshi in ihre Gemächer geschmuggelt haben, weil der Kaiser Zhao Hede ihr gegenüber bevorzugte. Keiner der Namen der männlichen Protagonisten taucht in der offiziellen Geschichte auf und es ist ungeklärt, ob Zhao Feiyan mit anderen Männern als dem Kaiser verkehrte.